# Kyōgen
 Kyōgen  (japonés: 狂言, literalmente "discurso demente" o "palabras confusas") es una forma cómica de teatro japonés tradicional.
Se desarrolló conjuntamente con el teatro nō y aunque hoy en día se encuentra más cercano al nō tradicional su contenido es en absoluto cercano al teatro formal, simbólico y solemne del nō. El kyōgen es una forma cómica, y su meta fundamental es hacer reír a la audiencia.
Los protagonistas de kyōgen son parte de familias específicas y utilizan una técnica teatral que les es propia. Existe un repertorio de obras kyōgen que son representadas entre dos obras de nō, por lo que a veces se señala como nō-kyōgen, sin embargo dentro de una obra nō siempre hay al menos un protagonista kyōgen para interpretar los personajes populares. De esta forma, aunque el nō y el kyōgen comparten un mismo espacio escénico, son dos artes dramáticas completamente distintas.

## Historia
Se cree que el kyōgen deriva de una forma china de entretenimiento que fue traída a Japón alrededor del siglo VIII. Esta forma de entretenimiento llegó a ser conocida como sarugaku e inicialmente incorporaba elementos dramáticos y cómicos. 
Este tipo de espectáculo adquiere un gran renombre durante el período Muromachi y posteriormente durante el período Edo bajo el shogunato Tokugawa, recibe la aprobación y el apoyo de las clases que reinan. Por razones estéticas, se asocia entonces a las representaciones de nō. 
En el período Muromachi, los kouta, baladas cortas, estaban muy en boga entre los ciudadanos corrientes, por lo que una serie de estas canciones aparecen en obras kyōgen . Estas obras, basadas en su origen en la improvisación, solo se inscribieron por escrito a partir del siglo XVII, durante el periodo Edo. A partir del momento en que estas obras fueron manuscritas, se formó la tendencia de no aumentar el repertorio ni cambiar la parte esencial de la puesta en escena.
La restauración Meiji durante el siglo XIX y la caída del gobierno militar dejaron al nō y al kyōgen sin ayuda financiera, encontrando posteriormente otros apoyos financieros en la nueva clase comercial. Desgraciadamente, la naturaleza elitista de este mecenazgo alejó al nō y al kyōgen de la opinión pública durante un largo período. Desde el final de la Segunda Guerra Mundial, el kyōgen suscita de nuevo la atención de los espectadores como un arte dramático japonés tradicional, distinto del nō.
En el Japón moderno, el kyōgen se realiza por separado y como parte del nō. Sus tradiciones son mantenidas sobre todo por grupos familiares y especialmente por las escuelas de Izumi y de Okura.

## Diferencias principales entre Nō y Kyōgen
El kyōgen se interpreta la mayor parte del tiempo sin máscaras, excepto para algunos personajes animales (un tanuki o un kitsune) o divinos, por lo que las máscaras del kyōgen son menos numerosas en variedad que las máscaras del nō, siendo estas al igual que los vestuarios más simples. Es acompañado de poca música, especialmente flauta, tambores y gong, por lo que el énfasis del kyōgen está en el diálogo y la acción, más que en la música o la danza. Utiliza la lengua contemporánea, siendo el estilo de los diálogos el resultado de la lengua corriente del período Muromachi, muy diferente del estilo literario del nō, que cultiva los arcaísmos.
Mientras que el nō es histórico y trágico, las obras de kyōgen reflejan las prácticas, los hábitos y la vida de la gente común en breves obras cómicas. Siempre, para contrastar con el nō, evita lo sobrenatural excepto para parodiarlo, y sobre todo a los personajes nobles. Aunque teniendo un repertorio fijo y técnicas de un gran rigor, el kyōgen guarda el espíritu que viene del arte de la improvisación, lo que es confirmado por la existencia de importantes versiones alternativas entre los repertorios de las escuelas.
El kyōgen es el complemento indispensable del nō. En efecto, si el nō expresa lo que querríamos ser, la vía de nuestras aspiraciones, el kyōgen que está íntimamente vinculado, expresa lo que somos y su aceptación: dos caminos que conducen a la sabiduría. A partir del siglo XV, se instaura el hecho de intercalar entre dos partes serias un episodio cómico, bajo el nombre de kyōgen, palabras locas, satíricas, estas farsas se volverán parte inseparable del nō.

## Elementos del Kyōgen
Al igual que en el nō y el kabuki, todos los intérpretes de kyōgen, incluyendo los roles femeninos, son hombres. Las obras de Kyōgen son invariablemente breves, y contienen a menudo solamente dos o tres papeles, que son a menudo personajes comunes.
Los movimientos y el diálogo en las obras kyōgen son típicamente muy exagerados, haciendo la acción de la obra fácil de entender. Los elementos del slapstick o de la sátira están presentes en la mayoría de sus obras y algunas piezas son parodias reales de los rituales religiosos del budismo o del sintoísmo; otras son versiones más cortas, más animadas y simplificadas de obras nō, muchas de las cuales se derivan del folclore japonés.

## El Repertorio
El repertorio de las obras Kyōgen se dividen en varias categorías, según el tipo de carácter del protagonista (shite) o según el tema de la pieza. 
Existen dos escuelas; las escuelas Okura e Izumi siendo las familias Shigeyama y Nomura las más famosas representantes. Con 177 obras en común, los repertorios cuentan con 180 obras para Okura y 254 para Izumi. A diferencia del nō, estos textos siguen siendo en su gran mayoría anónimos. De vez en cuando, nuevas obras de kyōgen se realizan, como, por ejemplo, Susugigawa (el río de las lavanderas) que es una adaptación libre realizada por la familia Shigeyama de la obra francesa la Farce du cuvier. Así mismo Mansaï Nomura, a la cabeza de un teatro de Tokio, se inspira a veces en el kyōgen poniendo en escena algunas de las obras en repertorios modernos. 
En la actualidad, en gran parte gracias a la televisión donde actúan un número creciente de jóvenes protagonistas resultantes de familias tradicionales, el kyōgen muestra un verdadero renacimiento como teatro popular en Japón. La escuela de Okura es predominantes en la región de Osaka y Kioto, y la escuela de Izumi en la región de Tokio.